# Евреинов, Константин Леонидович
Константин Леонидович Евреинов (8 (20) июля 1872 — после 1930) — генерального штаба генерал-майор, участник Первой мировой и гражданской войн.
Сын генерала от инфантерии Л. Д. Евреинова. 
Учился в гимназии Гуревича. В службу вступил в 1892. Окончил 1-е военное Павловское училище; в 1894 выпущен в лейб-гвардии Московский полк. Подпоручик гвардии (1894), поручик (1898). В 1900 окончил Николаевскую академию Генерального штаба. Штабс-капитан гвардии с переименованием в капитаны генштаба (1900). 
Состоял при Варшавском ВО. Старший адъютант штаба 19-го армейского корпуса (1900—1901), обер-офицер для особых поручений при штабе 5-го армейского корпуса (1901—1904). Цензовое командование ротой отбывал в лейб-гвардии Московском полку (1901—1902). Помощник столоначальника Главного штаба в 1904, столоначальник Главного штаба (1904—1905), подполковник (1904). Столоначальник ГУГШ (1905—1906), помощник делопроизводителя ГУГШ (1906—1908). Цензовое командование батальоном отбывал в 7-м Финляндском стрелковом полку в 1908. Старший адъютант штаба Туркестанского ВО (1908—1912). Полковник (1909). 
Начальник штаба 7-го округа Отдельного Корпуса Пограничной Стражи в 1912—1915. Начальник штаба отдельной стрелковой бригады (1915), командир 1-го Кавказского стрелкового полка (1915—1916). Начальник штаба 1-й Кавказской стрелковой дивизии (1916—1917), генерал-майор (1916). Начальник штаба 28-го армейского корпуса (1917). 
Добровольно вступил или был мобилизован в РККА (1918). Заведовал 1-ми пехотными Вологодскими курсами. Состоял для особых поручений при командующем 6-й армией. Начальник оперативного управления штаба 6-й армии. Преподаватель 2-х Вологодских пехотных курсов. Помощник по научной части ТуркУВУЗа, помощник начальника объединенной Ташкентской школы. Включен в списки Генштаба РККА от 15.07.1919 и 7.08.1920. С 1921 помощник начальника по учебной части 11-х Краснодарских пехотных курсов. В 1930 преподавал в Московском текстильном институте.

## Награды
- орден Святого Станислава 3-й ст. (1904)
- орден Святой Анны 3-й ст. (1906)
- орден Святого Станислава 2-й ст. (06.12.1912)
- орден Святого Владимира 4-й ст. с мечами и бантом (03.11.1915)